# Salinópolis
Salinópolis est une municipalité brésilienne située dans l'État du Pará.